# Tormela
Tormela är en strand i Finland.   Den ligger i landskapet Norra Österbotten, i den centrala delen av landet, 500 km norr om huvudstaden Helsingfors. Tormela ligger på ön Karlö.